# فیلمفارسی

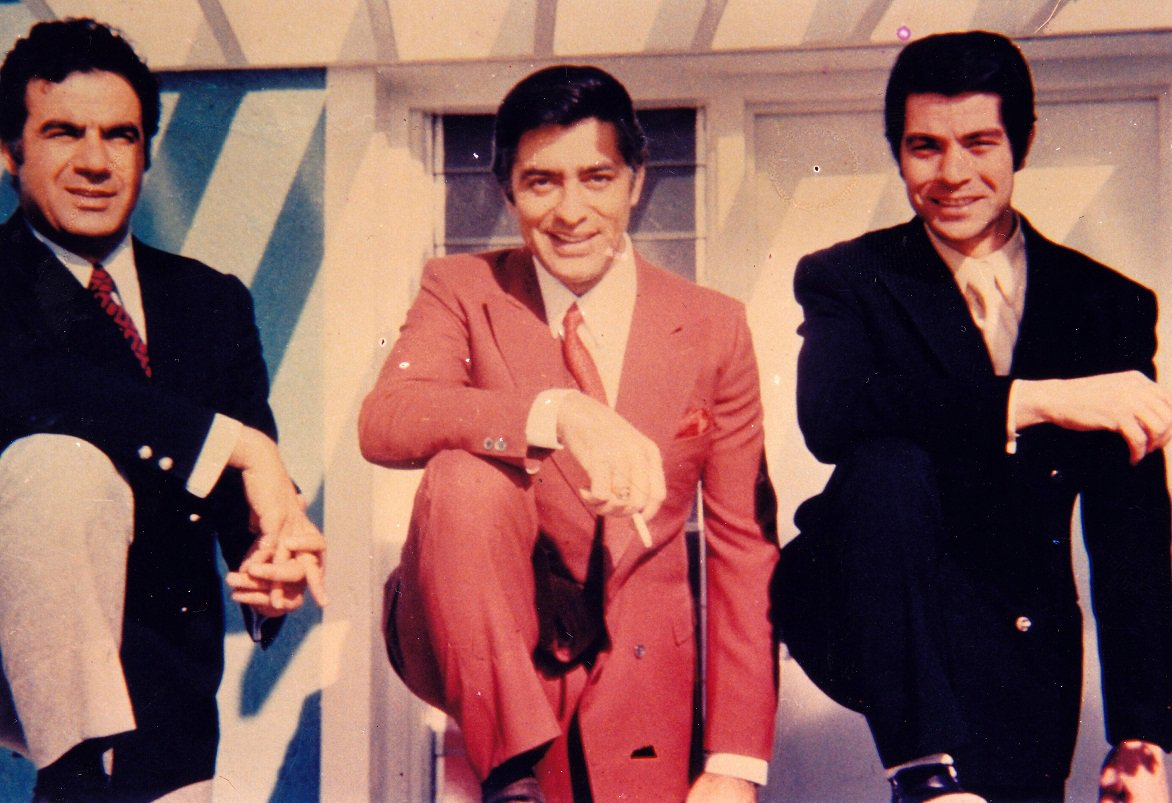
بهروز وثوقی و محمّدعلی فردین و ناصر ملک‌مطیعی ستارگان مرد فیلمفارسی بودند.

شاباجی‌خانم، نمونه‌ای از یک فیلمفارسی

فیلم فارسی اصطلاحی است که نخستین بار هوشنگ کاووسی در مجلهٔ فردوسی برای توصیف سینمای عامه‌پسند ایران به کار برد و مثال معروف آن فیلم شاباجی خانم است. این اصطلاح به معنای محصولی سینمایی است که مؤلفه‌هایی همچون داستان‌پردازی عجولانه، قهرمان‌سازی، رقص و آواز کاباره‌ای بدون ارتباط به داستان، نبود روابط علّت و معلولی، عشق‌های غیرواقعی، حادثه‌پردازی و غیره دارد. این فیلم‌ها عموماً با گرته‌برداری از سینمای هالیوود و بالیوود و در فضایی ایرانی شده ساخته می‌شدند.
کاوسی با ساختن «واژه- اصطلاحِ» کاربردی فیلمفارسی، توانست ضد گفتمانی را در برابر گفتمان مسلط آن روزهای سینمای ایران که از سال ۱۳۲۷ کسانی مثل اسماعیل کوشان مجدداً آغاز کرده‌اند و تماماً در حوالی «فیلمفارسی» سیر می‌کرد، ایجاد کند. او اصرار می‌کرد که فیلمفارسی را باید سر هم نوشت و دلیلش هم این بود که می‌خواست از به‌هم‌آمیزی این دو، مفهوم جدیدی ارائه کند. او با چسباندن «فیلم» به «فارسی» و رسیدن به واژهٔ «فیلمفارسی» سینمایی را هدف می‌گرفت که به‌زعم خودش نه فیلم بود و نه فارسی؛ بلکه آمیزه‌ای نچسب از این دو بود. فیلمفارسی یکی از جالب‌توجه‌ترین نمونه‌های بازتاب ضمیر ناخودآگاه ملت‌ها است. کاووسی در قصیدهٔ معروفی در وصف فیلمفارسی، با طنزی گزنده نه فقط سینمای تجاری، بلکه سینمای عامه‌پسند ایران را توصیف کرد.

## ویژگی‌ها
روایت: این آثار مبتنی بر تصادف‌های باورنکردنی، چرخش‌های داستانی محیرالعقول و سوءتفاهم‌های اغراق‌آمیزند. طنزی دارند که در بهترین حالت ساده‌لوحانه و در بدترین حالت سخیف و توهین‌آمیز است، در حالی که تعلیق و اضطرابشان بیش‌تر به کمدی پهلو می‌زند تا یک هیجان سینمایی حساب‌شده.
شخصیت‌ها: آدم‌های این فیلم‌ها با وجودی که از تیپ‌های آشنای اجتماعی آمده‌اند معمولاً در حد همان تیپ می‌مانند و دروغین‌تر از آنند که به عنوان یک انسان صاحب هویت فردی جدی گرفته شوند.
موقعیت‌ها: تضاد طبقاتی که با عشق حل می‌شود و آن نزاع بی‌پایان سنت و مدرنیسم که معمولاً به نفع سنت به سرانجام می‌رسد.
شکل ساخت فیلم‌ها: بر اساس کلیشه‌های موفق و ستاره‌های محبوب آخرین فیلم یا بازسازی فیلمفارسی‌های دیگر یا آثار موفق سینمای جهان. معمولاً هیچ چیز در آن‌ها تازه نیست.

## مثال‌ها

شاباجی خانم (۱۳۳۷)
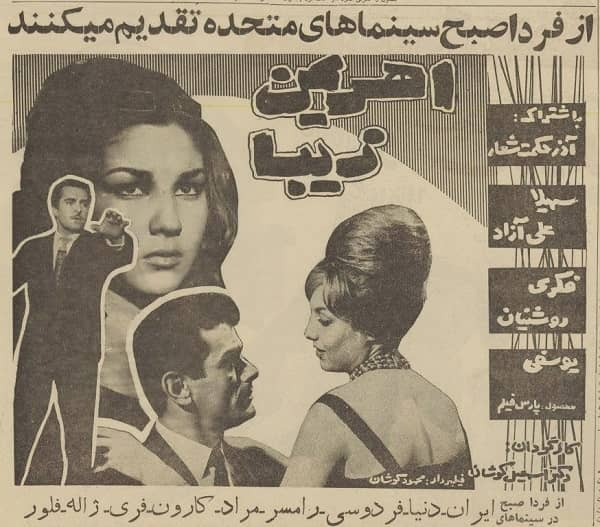
اهریمن زیبا (۱۳۴۱)
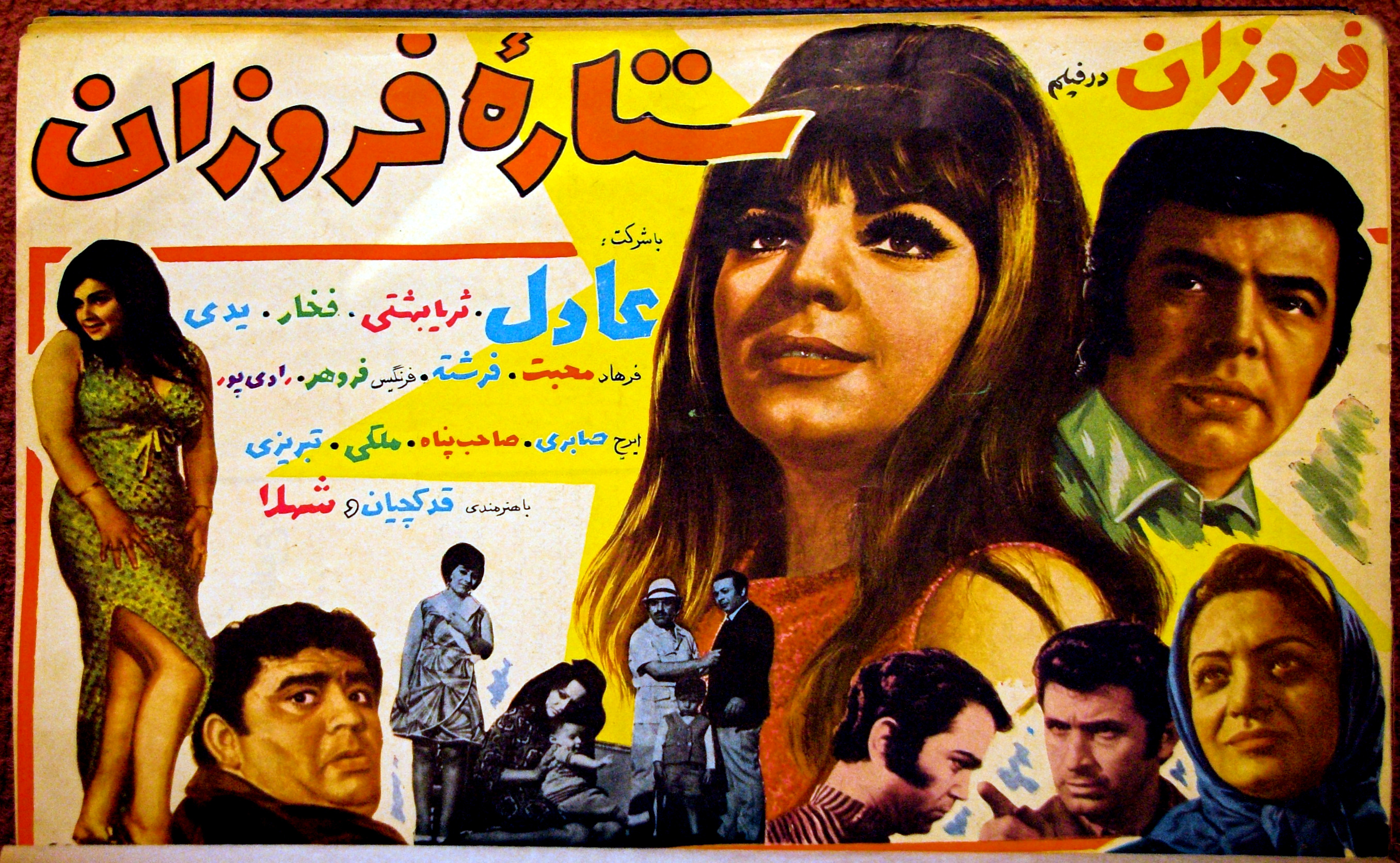
ستارهٔ فروزان (۱۳۴۸)
گنج قارون (۱۳۴۴)
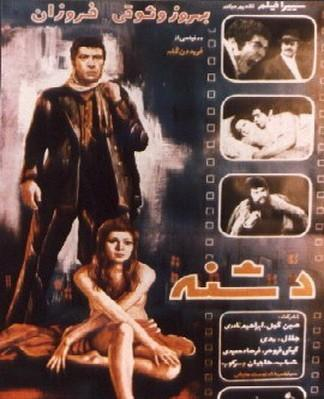
دشنه (۱۳۵۲)
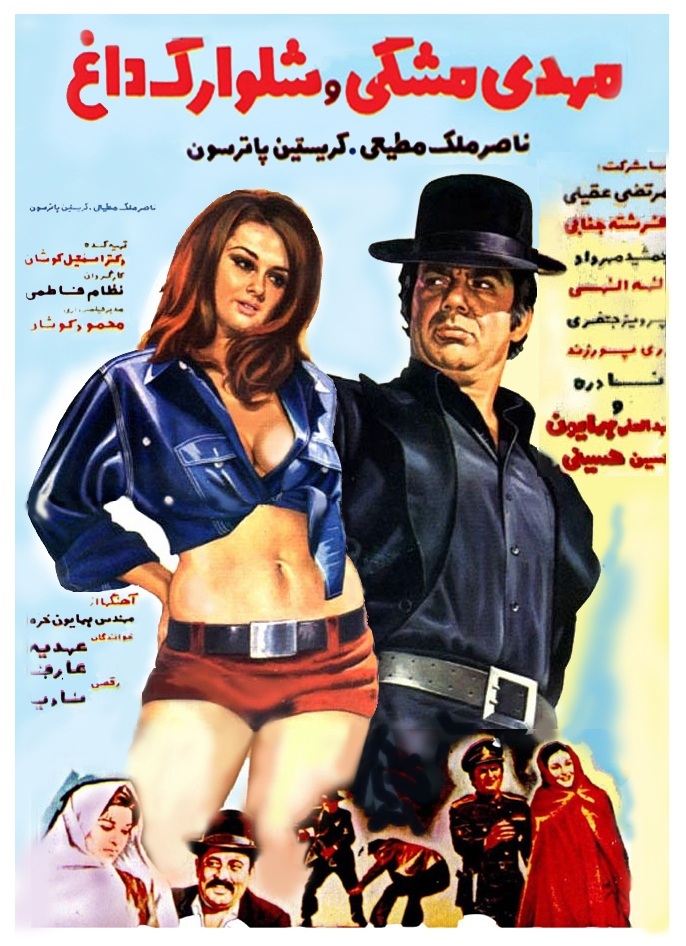
مهدی مشکی و شلوارک داغ (۱۳۵۱)
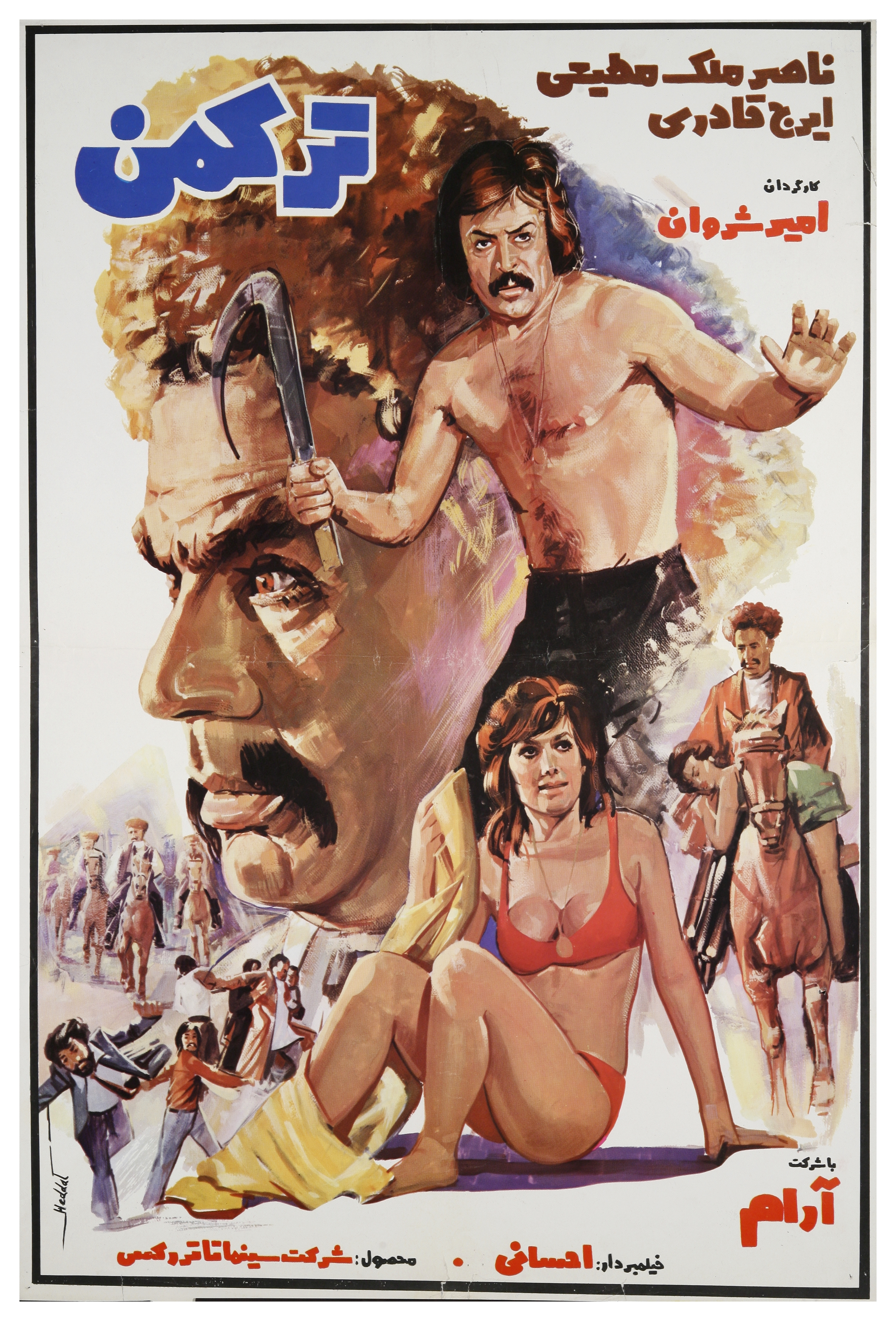
ترکمن (۱۳۵۳)
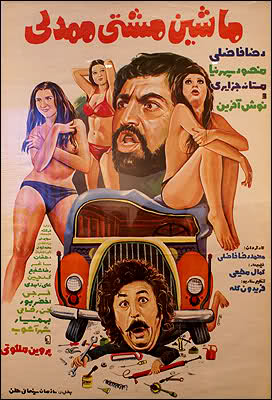
ماشین مشتی ممدلی (۱۳۵۳)
ناجورها (۱۳۵۳)
آدم‌برفی (۱۳۷۳)
تو و من (۱۳۹۱)
آدم باش (۱۳۹۳)
فسیل (۱۳۹۹)